# Chapais (Québec)
Pour les articles homonymes, voir Chapais.
Chapais est une ville située à la Baie-James, dans la région administrative du Nord-du-Québec, dans la province de  Québec au Canada. Elle est reliée au reste du Québec par la route 113. La municipalité est membre de la Fédération des Villages-relais du Québec.

## Toponymie
De 1953 à 1955, la communauté est connue sous le nom Opémisca. Au moment de la constitution de la ville, le gouvernement provincial renomme le village Chapais, en l'honneur de Sir Thomas Chapais (1858-1948), historien canadien-français,.

## Histoire

### Présence autochtone
Une présence autochtone existe depuis longtemps dans la région du Lac Opémisca et de Chapais. Le lac est une étape sur la voie fluviale reliant le lac Chibougamau à la rivière Waswanipi en canot. Les Cris de la région voient quelques postes de traite apparaitre dans les alentours, donnant un débouché aux fourrures amassées dans la région sur les territoire de chasse. Il y a en effet, le poste de : Waswanipi, de 1799 à 1960, du Lac Rush (aujourd'hui lac Chevrillon), de 1815 à 1822, du Lac Gabriel de 1826 à 1860, de l'Ashuapmushuan de 1685 à 1935, du lac Chibougamau, de 1929 à 1942, et le du lac Mistassini depuis 1672.

### Découverte de minerai
Dès le milieu du XIXe siècle, plusieurs rapports géologiques attirent l'attention des instances gouvernementales sur le potentiel minier de la région. De ces rapports, celui de James Richardson, rédigé en 1857 (publié en 1870), révèle la présence de ressources minières importantes dans les secteurs des lacs Opémiska et de Chibougamau. En 1903, le prospecteur Peter McKenzie découvre du cuivre dans le secteur du lac Chibougamau. Cette découverte marque le début de l'exploration minière intensive dans les secteurs environnants.
En 1911, le rapport de la Commission de géographie du Canada localise précisément le lac Opémisca. Après une période d'accalmie de prospection lors de la Première Guerre mondiale, le secteur de Chibougamau regagne en activité et celle-ci s'étend de plus vers l'ouest, en direction du lac Opémisca. Progressivement, on voit apparaitre des chemins d'hiver dans cette direction pour acheminer le matériel nécessaire à la prospection. L'avion est également sollicité. Certains pilotes, forts de leur expérience lors de la Grande Guerre, osent même une nouveau style de prospection du haut des airs. 
C'est ainsi qu'en 1929, le prospecteur Leo Springer est informé par un Cri, Charles A. Dixon, de la présence de minerai de cuivre au sud du lac Opémisca. La famille Dixon connait bien le secteur, car leur territoire de trappe s'y trouve. Springer, accompagné des prospecteurs Gaston Robitaille et Joe Perry et du pilote Lloyd B. Rochester, se rendent sur place. Arrivés au lac Opémisca, ils voient du haut des airs une colline chauve qui attire leur attention. Ils y découvrent d'importantes traces de malachite et de chalcopyrite, signe d’une présence importante de cuivre. Le résultats des échantillons obtenus démontre une forte concentration de cuivre, Jouissant alors d'une grande renommée dans le milieu minier, Springer vend sa découverte à la Venture Limited qui débutera les premiers travaux miniers sur le site. 
Malgré la crise économique des années 1930, une première compagnie minière, la Opémiska Copper Mines, y entreprend des forages. Dès 1936, on y compte déjà 600 mètres de galeries creusées. L'année suivante, la mine doit toutefois cesser ses opérations : le prix du cuivre chute et l'absence de route complique grandement l'exploitation minière. Puis, la Seconde Guerre mondiale vient confirmer la suspension de tout nouveau développement minier afin de concentrer l'industrie sur les mines d'une certaine ampleur déjà en opération.

### Village Opémiska
En 1949, la route de gravier reliant Chibougamau au Saguenay-Lac-Saint-Jean est achevée. Les communications plus faciles, ainsi que l'augmentation des besoins en minerai (dans le contexte de la guerre froide et des débuts de la consommation de masse) stimulent l'industrie minière. Certains travailleurs sont déjà de retour sur le site d'Opémiska afin de relancer les opérations. Le lac de la Presqu'île, au sud de l'actuelle ville de Chapais, sert alors de lieu d'atterrissage pour les hydravions transportant le matériel nécessaire.
En 1952, plusieurs travailleurs, tous des hommes, sont déjà présents sur les lieux. L'année suivante, la mine Opémiska est remise en service. La même année, un tronçon de route reliant le camp Opémiska et Chibougamau est achevé et les premières familles arrivent. C'est à cette époque que la compagnie crée Opémiska : un village minier pour héberger les travailleurs et leurs familles. À l'image des « villes de compagnies » de l'époque, c'est l'entreprise qui assume la construction des maisons et l'installation des services essentiels : électricité, téléphone, école, poste, services de santé. Le premier édifice public bâti par la minière est le club de curling Opemiska, en raison de la popularité de ce sport chez les anglophones, particulièrement majoritaires chez les cadres et les géologues, mais aussi afin de donner une activité à pratiquer à cette nouvelle population. Une église catholique et une chapelle anglicane y sont aussi construites. Le développement du village est alors assuré par la mine Opemiska et fait selon ses besoins, par son gérant, Frederic G. Cooke.

### Fondation de la ville
Le 16 novembre 1955, le camp minier obtient officiellement le statut de municipalité et prend le nom de Chapais. Le premier conseil municipal est nommé par le gouvernement du Québec, en vue des premières élections. La compagnie recommande alors la nomination de Frederic Cooke mais c'est Roland Bourgault, surintendant de la mine qui est désigné; Québec préférant diminué l'emprise directe de la mine sur les affaires municipales. Au départ de Bourgault, dès 1956, Frederic Cooke essaie de prendre le poste de maire par intérim mais est très rapidement remplacé par Martin Gauvin, le nouveau surintendant de la mine, suivi de E.J. Boyle. Le premier conseil municipal est finalement élu en 1960 et Florian Laflamme devient le premier maire élu de la municipalité.
La communauté catholique était jusqu'alors desservie par le curé de Chibougamau. En 1957, la paroisse Notre-Dame-de-Lourdes est érigée et rattachée au diocèse d'Amos. La même année, le chemin de fer reliant Seneterre à Chibougamau est achevé. Administrée par le Canadien National et servant principalement au transport de minerai et de marchandises, cette liaison contribue grandement à l'essor économique de la région Chibougamau-Chapais.

### Grève de 1961
La tension municipale présente à Chapais entre la minière et le conseil de ville indépendant culmina à la fin octobre 1961 lors du déclenchement d'une grève à la mine. Réclamant une sécurité d'emploi, une légère augmentation salariale et d'autres gains marginaux, le syndicat représentant 450 mineurs se bute à l'intransigeance de la compagnie. Cette dernière cherche à tout contrôler à elle seule, à savoir la mine, la ville et l'idéologie ouvrière de ses citoyens. Elle souhaite que Chapais redevienne une ville dite fermée et sans syndicat. La Opemiska Copper Mine cherche alors à nuire à la municipalisation des services publics (aqueduc, électricité et même à la prise de possession de l'hôtel de ville ). 
Aux élections de 1960, elle utilise son titre de propriétaire des terrains pour louer ses terrains, à prix dérisoire sinon gratuit, à ses nouveaux travailleurs, non-syndiqués et surnommés les « jaunes ». Elle paie même, pour eux, leur taxe foncière. La tactique confère sur papier le droit de vote au travailleur, qui, par dette, doit aller voter selon les visées de la mine. Cette magouille révolte les employés syndiqués de longue date, la plupart Canadiens-français, qui aspirent à une ville indépendante des cadres anglophones. Ce clan est surnommé les « cailles » .En plus que la mine représente le principal employeur de la municipalité, la dynamique présente pousse davantage le conseil de ville, alors dirigé par le maire Gérard Pellerin, à se mêler du conflit. Pellerin doit remplacer Laflamme au poste de maire, après la démission de ce dernier face à la non collaboration de la mine dans le processus de municipalisation. Qui plus est Pellerin, était lui-même mineur à la mine, pro-syndicaliste et avec peu d'éducation. Ce portrait le met en complète opposition avec Cooke, le gérant, l'universitaire et l'anglophone.
Le conseil de ville de l'époque soutient d'ailleurs que la mine a influencé les gérants de banques de Chibougamau et Chapais afin qu'ils refusent, de manière concertée, de prêter de l'argent au conseil municipal de la ville. Ce refus assez rare dans le cas de municipalités empêche alors d'acheter les services publiques au prix demandé par la minière. Devant ce blocage financier, Pelletier songe à placer la jeune ville sous tutelle du gouvernement. 
La construction de l'hôtel de ville à la même époque donne des emplois momentanés à plusieurs grévistes.
La grève débouche sur une entente le 29 mars 1962, après 22 séances de négociation, sous la présence du ministre du Travail René Hamel et du ministre des Affaires municipales, Lucien Cliche. Même si, dès lors, Chapais acquiert une réellement émancipation, les cicatrices sont profondes dans le tissu social chapaisien. Par la suite et pendant longtemps, les jaunes et les cailles ont chacun leurs hôtels, leurs lacs et leurs barbiers respectifs.

### Tensions municipales
Bien que la grève soit terminée à Chapais, l'atmosphère demeure tendue. Le clan Pellerin, fier de sa victoire face à la mine Opemiska lors de la grève, tente de se maintenir au pouvoir à tout prix en vue des élections de 1964. Pour ce faire, il n'hésite pas à utiliser des pratiques douteuses. Dissimulation de dépenses municipales, expulsion de séance du conseil de ville de citoyens qui posent les mauvaises questions, discréditation du jeune journal local l'Écho auquel on refuse de donner un permis d'exercice dans les limites de la municipalité, intimidations, etc. De l'autre côté, la minière conserve une force d'influence indéniable mais se montre plus prudente à l'utiliser ; elle jouit alors d'une aura de sympathie. 
Durant la campagne électorale de 1964, Gilbert Bourgoin, chef du syndicat de la mine et organisateur politique du maire Pellerin, se fait arrêter par le policier André Lamoureux pour ivresse au volant. En dépit des résistances à son arrestation, Pellerin demande à son chef de police, Lionel Ouellet de le libérer et d'abandonner les charges contre Bourgoin, car le tout pourrait faire dérailler sa campagne électorale. La libération est faite, non sans argumentation de la part de Ouellet. En représaille, ce dernier est congédié de son rôle de chef policier en plus de perdre son poste de pompier volontaire. De plus, le maire Pellerin ordonne à deux de ses constables, sans mandat, d'aller chez Ouellet récupérer des draps volés, selon ses dires, à la municipalité. Par la suite, Ouellet actionne la ville pour 6950$ alors qu'une enquête pour abus de pouvoir est ouverte par la Sûreté provinciale. Le jour même de la fin de l'enquête et en attente de son rapport, une altercation verbale publique aurait eu lieu entre Maurice Loyer, le rédacteur du journal l'Écho, et Gilbert Bourgoin. Ce dernier aurait essayé de s'en prendre physiquement à Loyer,. À ce moment, alors que la ville s'est considérablement endettée lors du premier mandat de Pellerin, le journal l'Écho se questionne sur le train de vie luxueux du maire Pellerin alors que, sur papier, il n'est que simple mineur et que son poste de maire lui donne seulement 1100$ par année. Le journal accuse également le maire Pellerin de mentir sur les dépenses de la municipalité en frais d'avocat. La tension est à son comble lorsque le clan Pellerin décide de distribuer des pamphlets, aux frais de la municipalité, dans les boites aux lettres de citoyens intitulés « Ceci n'est pas l'Écho, mais la vérité ! ». 
Ainsi, après l'élection qui reporte au pouvoir le maire Gérard Pellerin, un groupe de citoyen se présentent à la séance du conseil de ville du 7 mars 1964. Celui-ci, pro-Pellerin, porte une pétition demandant que l'on rebaptise le Boulevard Springer, le Boulevard Pellerin, certainement pour marquer symboliquement l'indépendance de la ville vis-à-vis de la mine. Cependant, cette idée déplait également à plusieurs citoyens; certains en raison de leur statut de « jaune », d'autres en raison du fait que Springer n'est d'aucune manière associé à la Opemiska Copper Mine et que ce nom est intimement lié à l'histoire locale. Le tout leur déplait d'autant plus que l'un des conseillers répond qu'une simple résolution du conseil municipal peut rendre le tout possible, sans préalablement renseigner les citoyens sur l'intention. Dans la salle, Loyer intervient alors en disant qu'il est nécessaire que le tout passe par un avis de motion, ce qui déplait fortement au maire Pellerin. Ce dernier, qui est également citoyen chapaisien, est expulsé de la séance sous prétexte qu' « un journaliste est supposé d'écouter et non de parler » par le nouveau chef de police municipal, Bernard Hardy, qui vient tout juste d'entrer en fonction. Ce dernier démissionne d'ailleurs quelque temps plus tard, suivi des deux autres constables de la municipalité le 3 avril 1964, dont André Lamoureux, alors chef intérimaire, en raison des pressions politiques qu'il recoit pour changer son témoignage lors de l'enquête de la Surêté provinciale,. Ainsi, à cette date, la municipalité de Chapais n'avait plus aucun policier à son service. 
Finalement, devant la pression, le conseil décide de présenter un avis de motion à la séance du conseil du 7 novembre 1964. Contre toute attente, les citoyens opposés à voir le nom Pellerin accolé à la principale rue de la municipalité proposent des alternatives. Parmi ceux-ci figurent le Boulevard de la Paix, le Boulevard des Pauvres, le Boulevard Lucien-Cliche ou encore le Boulevard de la Paix et de l'Indépendance. Un citoyen anti-Pellerin suggère même de nommer le boulevard le boulevard Bourgoin, ce qui n'a pas manquer de rendre furieux le maire Pellerin. Le conseil décide du statu quo. Le nom demeure le Boulevard Springer lors de la séance du 9 janvier 1965. Par contre, lors de la même séance, les rues secondaires, qui portent alors des noms associés à l'histoire de la minière et baptisées par elle-même à l'époque, ont été renommés par des chiffres.
Gérard Pellerin reste en poste comme maire jusqu'en 1974, soit 12 ans à la tête de la mairie. 

### Incendie du club Opémiska
Le 1er janvier 1980 vers 1 heure 30 du matin, un incendie criminel ravage la salle communautaire Opémiska lors d'une célébration du nouvel an et fait 48 morts (41 le soir du drame et 7 n'ayant pas survécu à leurs blessures) ainsi qu'une cinquantaine de blessés,.
Cet incendie est le pire à survenir au Québec depuis plus de 40 ans. Le feu, déclenché dans des guirlandes de sapin séché, bloque rapidement l'accès à l'entrée principale. Plusieurs personnes réussissent à s'échapper à temps, mais cette tragédie laisse de profondes cicatrices dans la communauté de Chapais. Quelques dignitaires, dont le premier ministre René Lévesque, se déplacent pour offrir leurs condoléances aux familles des victimes.

### Feux de forêts de 2023
Alors que le Canada traverse une intense période de sécheresse, Chapais devient le 31 mai 2023 la première municipalité québécoise, d'une longue série, touchée par des feux de forêts près de son territoire, dans le secteur du lac Cavan où il y a présence de plusieurs maisons et chalets. Cet incendie, alors nommé feu 213 et à moins de 11 kilomètres de la ville, force l'évacuation du secteur au sud du Boulevard Springer, soit environ 500 résidences. Les résidents sont alors évacués chez des proches, dont certains à Chibougamau. Cette situation de crise est alors gérée par Isabelle Lessard, âgée de 23 ans, plus jeune mairesse de l'histoire du Québec. Elle est mairesse depuis 2021. L'incendie est déclaré maîtrisé le 8 juin et en voie d'être éteint complètement le 21 juin. 
Rapidement, le feu 213 ainsi que d'autres plus mineurs apparaissent suspects aux yeux des policiers de la Sureté du Québec, puisque des éléments amènent à penser qu'il y a eu activité humaine dans les environs avant l'apparition des brasiers, en dépit de l'interdiction de faire des feux alors en vigueur. La police découvre finalement qu'un homme de Chibougamau de 37 ans, flirtant avec les théories complotistes et doutant que la forêt soit réellement sèche, est à l'origine de 14 incendies, dont 13 dans le secteur de Chibougamau-Chapais, parmi lesquels figure celui du lac Cavan. Il est arrêté le 7 septembre 2023. Enfin, il plaide coupable aux accusations et écope de huit ans d'incarcération le 10 octobre 2024 au palais de justice de Chibougamau. En tout cet incendie entraîne des pertes de plus de 870 hectares de forêts et de plus de 4 millions de dollars aux contribuables québécois. 
Des suites de ces événements intenses, la mairesse Isabelle Lessard démissionne. Elle explique entre autres sa décision par le manque d'aide aux élus municipaux dans leur fonction par les deux paliers de gouvernement, surtout dans un tel contexte de crise.

## Transport
Au lendemain de la Première Guerre mondiale, le territoire de Chapais-Chibougamau est uniquement accessible par attelage de chevaux, traineau à chien, hydravion et canoe. Rapidement, au fil du développement minier, la nécessité de trouver d'autres moyens d'accès s'impose, autant pour y acheminer du matériel et des hommes que pour en sortir le minerai. 
Une intense rivalité s'installe alors entre l'Abitibi-Témiscamingue et le Saguenay-Lac-Saint-Jean pour relier en premier la région, soit par train ou par chemin d'hiver. C'est finalement, l'Abitibi qui remporte la lutte avec le tout premier chemin d'hiver reliant la région aux lacs Opémiska et Chibougamau en 1935. Celui arrivant du lac Saint-Jean est terminé en 1937. Néanmoins, l'Abitibi est détrônée en 1949 par l'achèvement d'une route permanente gravelée entre La Doré et Chibougamau, qui devient plus tard la route 167. Deux ans plus tard, en 1951, la construction de la route 113, route permanente et aussi gravelée, débute. 
Quant à l'asphaltage de ces routes, les travaux sont réalisés en 1963 avec le pavage de la section Chapais-Chibougamau. À l'époque, plusieurs citoyens de Chapais-Chibougamau critiquent l'état lamentable des routes 113 et 167. Par exemple, lors de l'hiver 1960, la route 113 demeure fermée presque tout l'hiver. Les citoyens exigent alors le pavage des deux routes. Le gouvernement réagit en débutant le pavage de la route 113, ce qui est complété en 1972. Néanmoins, la route 167, qu'empruntent également les Chapaisiens, ne voit aucune volonté politique réelle d'amélioration et demeure gravelée. Ainsi, le 18 aout 1971, devant la non-réceptivité de leur demande, les citoyens de Chapais et de Chibougamau décident de bloquer la route 167, alors appelée le boulevard Onésisme-Gagnon, au millage 45. La Sûreté du Québec est déployée sur place. Quelques jours plus tard, le ministre du Transport, Bernard Pinard, donne sa parole que la route 167 sera pavée, ce qui réussit à lever le blocus. La route 167 est finalement pavée en totalité en 1976, soit 14 ans après la promesse faite par le député d'Abitibi-Est, Lucien Cliche.
En ce qui concerne le chemin de fer, Jean-Baptiste Lebel, industriel forestier, ainsi que les députés Armand Dumas et David Gourd font une demande en 1949 au Canadien national pour prolonger le chemin de fer de l'Abitibi jusqu'à Chibougamau, en passant par Chapais. Ces derniers tentent de capitaliser sur l'abandon du chemin de fer en provenance du lac Saint-Jean de 1943, en raison de la faillite de l'entreprise Québec-Chibougamau chargé du projet. Une riposte est aussitôt organisée en 1950 par le Conseil d'orientation économique du Saguenay qui souligne l'appartenance d'origine au Lac-Saint-Jean de la plupart des habitants de Chapais-Chibougamau. Cependant, l'Abitibi gagne une fois de plus la course, comme pour le premier chemin d'hiver. Le 6 novembre 1957 est inauguré à Chibougamau le tronçon ferroviaire Beatyville (Senneterre)-Chibougamau, qui offre autant le transport de marchandise que de voyageurs. Deux ans plus tard, soit en octobre 1959, le tronçon Saint-Félicien-Chibougamau est inauguré.
Enfin, pour la voie des airs, les installations d'aviation présentes relèvent des compagnies privées elles-mêmes jusqu'à la fin des années 50; chacune ayant ses propres installations. Toutefois, ces installations sont rapidement jugées inadéquates par d'autres compagnies privées refusant d'y maintenir leurs liaisons. Dès 1962, les autorités municipales de Chapais et Chibougamau demandent des investissements dans le domaine et Québec accepte mais pour un aéroport, pas deux. Les deux municipalités essaient alors chacune d'avoir cet aéroport régional sur leur territoire. En 1968, Chapais rejette l'option d'aéroport régional et décide de faire cavalier seul en achetant l'aéroport O'Connell pour 4000$. En 1970, du côté de Chibougamau, une nouvelle piste de 1000 mètres est aménagée au lac-aux-dorés. Néanmoins, cette nouvelle piste devient rapidement inadaptée. En 1975, le conseil municipal de Chibougamau, appuyé par la Société de développement de la Baie-James, réitère la demande d'un aéroport régional, mais cette fois plus moderne.  C'est finalement en 1982 qu'est aménagée une piste de 1800 mètres entre Chapais et Chibougamau, près du lac Ledden.
En 2012, un système de transport collectif, Chapais Ligne verte, est mis en fonction. La mission du système est d'accomoder les résidents de Chapais et de Chibougamau, ainsi que des villégiatures située entre les deux villes, qui désirent se déplacer le long du trajet à prix modique et de manière plus écologique. 

## Géographie
La ville de Chapais est située à la tête des eaux qui se déversent dans les bassins hydrographiques de la baie James et de la baie d'Hudson. Chapais est également située près de plusieurs lacs dont, entre autres, le lac Presqu'île formé il y a plusieurs milliers d'années par une météorite. Un des plus grands lacs du secteur est le lac Opémisca.
Bien que Chapais soit géographiquement éloignée de la majeure partie du Québec, Chibougamau et les nations cries d'Oujé-Bougoumou et de Waswanipi se retrouvent tous à moins de 100 kilomètres de Chapais.

### Municipalités limitrophes
Chapais est enclavée dans le territoire de la municipalité d'Eeyou Istchee Baie-James.

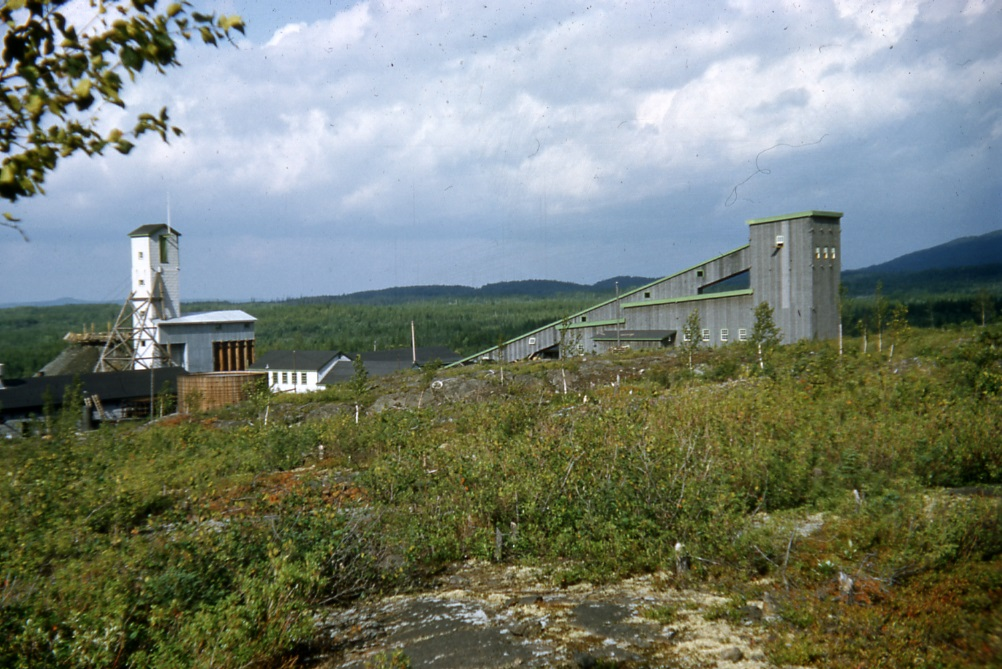
Un des puits de la mine Opémiska, dans les années 1950 ou 1960.

## Démographie
| 1956 | 1961  | 1966  | 1971  | 1976  | 1981  | 1991  | 1996  | 2001  |
| ---- | ----- | ----- | ----- | ----- | ----- | ----- | ----- | ----- |
| 380  | 2 363 | 2 459 | 2 914 | 3 147 | 3 119 | 2 391 | 2 030 | 1 795 |

| 2006  | 2011  | 2016  | 2021  | - | - | - | - | - |
| ----- | ----- | ----- | ----- | - | - | - | - | - |
| 1 630 | 1 610 | 1 499 | 1 468 | - | - | - | - | - |

### Langues
À Chapais, selon l'Institut de la statistique du Québec, la langue la plus parlée le plus souvent à la maison en 2011 En 2021, sur une population de 1 468 habitants, la langue parlée à la maison est le français à 92,40 %, l'anglais à 6,92 % et une autre langue à 0,68 %.

## Administration

### Scène municipale
Les élections municipales se font en bloc pour le maire et les six conseillers.
| Chapais Maires depuis 2002                                                                                           |                          |                     |                                                                                        |
| Élection | Maire                    | Qualité             | Résultat                                                                               |
| 2002 | Jacques Bérubé           |                     | Voir                                                                                   |
| 2005 | Jacques Bérubé           | Voir                |                                                                                        |
| 2009 | Steve Gamache            |                     | Voir                                                                                   |
| 2013 | Steve Gamache            | Voir                |                                                                                        |
| 2017 | Steve Gamache            | Voir                |                                                                                        |
| 2021 | Isabelle Lessard         |                     | Voir                                                                                   |
| nov. 2023 | Caroline Belleau-Poirier | Mairesse suppléante | Résultats des élections municipales québécoises de 2021 dans le Nord-du-Québec#Chapais |
| 2024 | Jacques Fortin           |                     | 54,05%                                                                                 |
| Élection partielle en italique Depuis 2005, les élections sont simultanées dans toutes les municipalités québécoises |                          |                     |                                                                                        |

Lors des élections municipales de 2021, Isabelle Lessard est élue mairesse par acclamation. Âgée de 21 ans, elle est la plus jeune femme à occuper ce rôle de l'histoire du Québec.

### Scène provinciale
Au niveau de la politique québécoise, Chapais fait partie de la circonscription électorale provinciale d'Ungava.
|  | Ungava | Denis Lamothe | 2018 - ... | CAQ |

### Scène fédérale
Du côté canadien, la ville de Chapais fait partie de la circonscription de Abitibi—Baie-James—Nunavik—Eeyou.
|  | Abitibi—Baie-James—Nunavik—Eeyou | Sylvie Bérubé | 2019 - ... | BQ |

## Climat
| Mois                                        | jan.       | fév.       | mars      | avril      | mai        | juin      | jui.      | août      | sep.      | oct.       | nov.      | déc.      | année      |
| ------------------------------------------- | ---------- | ---------- | --------- | ---------- | ---------- | --------- | --------- | --------- | --------- | ---------- | --------- | --------- | ---------- |
| Température minimale moyenne (°C)           | −24,2      | −22,2      | −15,5     | −5,7       | 2,2        | 8,2       | 10,5      | 9,5       | 5,2       | −0,5       | −8,5      | −18       | −4,9       |
| Température moyenne (°C)                    | −18,8      | −16,2      | −9,5      | −0,3       | 8,1        | 14,1      | 16,4      | 15        | 9,7       | 3,1        | −5,2      | −13,6     | 0,2        |
| Température maximale moyenne (°C)           | −13,5      | −10,3      | −3,3      | 5,2        | 13,9       | 20        | 22,2      | 20,5      | 14,2      | 6,7        | −1,9      | −9,3      | 5,4        |
| Record de froid (°C) date du record         | −43,3 1965 | −42,8 1967 | −38 1989  | −27,2 1969 | −16,1 1974 | −5,6 1978 | −0,6 1962 | −2,2 1964 | −6 1980   | −13,3 1966 | −30 1989  | −42 1993  | −43,3 1965 |
| Record de chaleur (°C) date du record       | 8,5 1996   | 9 1994     | 16 1987   | 28 1987    | 31,5 1992  | 34,5 1989 | 35 1995   | 33,3 1967 | 29 2001   | 24,4 1970  | 17,8 1975 | 11 1982   | 35 1995    |
| Précipitations (mm)                         | 61,9       | 39,4       | 50,3      | 56,6       | 82,4       | 100,1     | 124,3     | 100,2     | 129,7     | 93,9       | 93,2      | 63,5      | 995,8      |
| dont pluie (mm)                             | 3,2        | 2,4        | 8,8       | 28,7       | 75,5       | 100,1     | 124,3     | 100,2     | 128,6     | 70,9       | 36,7      | 5         | 684,5      |
| dont neige (cm)                             | 58,8       | 37         | 41,6      | 29,5       | 6,9        | 0         | 0         | 0         | 1,2       | 23         | 56,5      | 58,5      | 312,9      |
| Record de pluie en 24 h (mm) date du record | 27,4 1995  | 11,2 1981  | 22 1983   | 30,5 1975  | 48,3 1962  | 47 1965   | 60 1992   | 59,9 1973 | 75 1990   | 31 1979    | 39,6 1998 | 15 2001   | 75 1990    |
| Record de neige en 24 h (cm) date du record | 25,4 1966  | 30,5 1965  | 32,4 1999 | 32 1986    | 14,6 1997  | 6,6 1980  | 0         | 0         | 10,2 1974 | 23 1980    | 25,4 1973 | 27,9 1968 | 32,4 1999  |

## Économie

### Mines

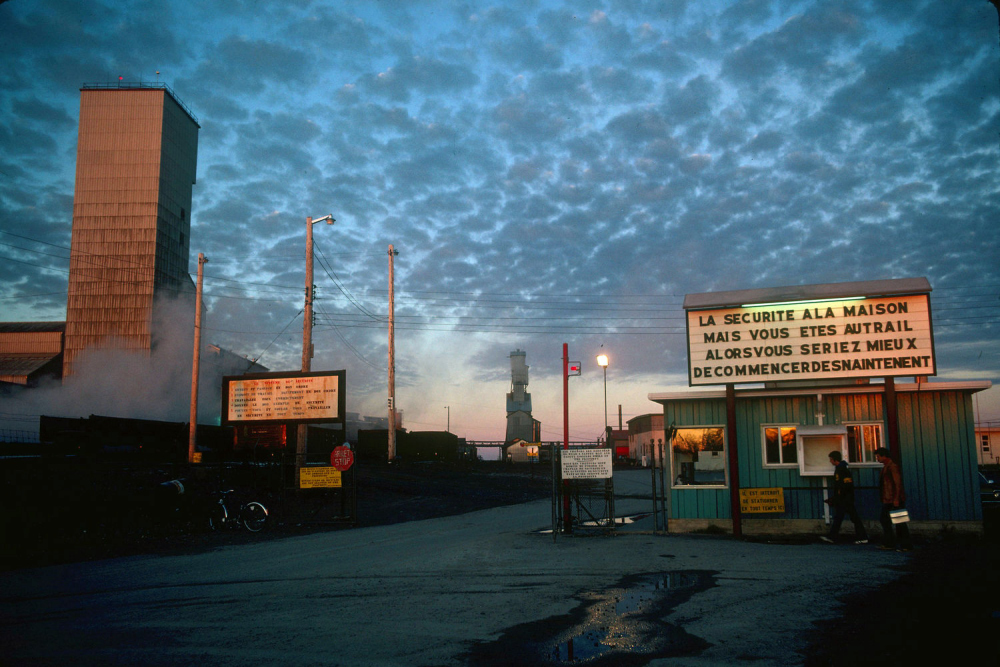
Mine Opémiska, 1979.

De sa fondation à 1992, la mine Opémiska est le principal employeur et le moteur économique de la ville de Chapais. Au début des années 1990, l'industrie minière dans la région Chapais et Chibougamau est en crise. En 1991, les trois puits de la mine Opémiska (Cooke, Perry et Springer) cessent leurs opérations. Leurs installations sont démantelés en 1992.
En 1990, après plusieurs années de tentatives, le syndicat CSN de la mine réussit à convaincre la Commission de la santé et de la sécurité du travail d'indemniser les travailleurs aux prises avec la maladie de Raynauld et de reconnaître l'existence de cette maladie irréparable liée à la vibration de la foreuse.
En 2021, l'entreprise QC Copper & Gold réalise des forages sur les claims de l'ancienne mine Opémiska. La minière estime que des milliers de tonnes de cuivre et d'or pourraient encore y être exploitée et envisage un projet de mine à ciel ouvert. Les travaux de forage continuent en 2022, alors que les décisions sur l'exploitation des gisements devraient être prises en 2023.

### Industrie forestière
Produit Forestier Chapais est la première entreprise à ériger en 1974 une scierie à 10 km de la municipalité de Chapais, sur le territoire de la municipalité de la Baie-James. En raison de problèmes financiers et de la chute du prix du bois d’œuvre, cette activité ne sera que de courte durée puisqu’un an plus tard, en 1975, PFC vend ses actifs à Yves Barrette, qui fonde Barrette-Chapais Ltée. La scierie devient l'employeur principal du secteur à la suite de la fermeture de la mine Opémiska. En 2016, cette filiale des Entreprises Barrette emploie 450 personnes et est le cinquième employeur en importance dans le Nord-du-Québec. Il s'agit de la plus grosse scierie au Québec. Elle transforme environ 980 000 mètres cubes de bois par année. En 2017, Barrette-Chapais fonde la filiale Granule 777, la plus importante entreprise de production de granules de l'Est du Canada. Depuis 2020, celles-ci sont exportées au Royaume-Uni afin de remplacer la combustion de charbon par la biomasse.

### Cogénération
La toute première usine de cogénération du Québec, Chapais Énergie (opérée maintenant par la compagnie Nexolia), voit le jour en juillet 1995. Chapais Énergie utilise la biomasse forestière en transformant ces résidus forestiers en près de 30 mégawatts d'électricité.

### Économie circulaire
En 2021 Chapais se démarque pour son projet d'économie circulaire, qui vise à valoriser les résidus des industries forestières. Alors que la forestière Barrette-Chapais Ltée produit du bois d'œuvre, ses retailles de bois sont récupérées et transformées en granules. Quant aux écorces de la scierie, elles sont récupérées par l'usine de cogénération, brûlées, engendrant la vapeur nécessaire à la production d'électricité. Cette électricité rejoint le réseau d'Hydro-Québec, mais la vapeur est aussi réutilisée. Celle-ci alimente la production des entreprises BoreA Canada, productrice d'huiles essentielles, ainsi que les Serres Bleues, un vaste complexe de production de tomates. Quant aux cendres de la combustion d'écorces, elles fertilisent les champs de pommes de terres locaux, et servent à la restauration de l'ancien site minier Opémiska.
En 2021, la ville de Chapais a été sélectionnée pour participer à un projet pilote pancanadien Villes et régions circulaires.

## Événements

### Festival du doré Baie-James
Le Festival du doré Baie-James a lieu à chaque année, aux abords du lac Opémiska. Il se déroule habituellement à la fin du mois de juin, et dure une dizaine de jours, il s’agit du plus gros tournoi de pêche du Québec. La première édition remonte à 1999 à l’initiative de Richard Laplante, homme d’affaires de Chapais, qui a constitué l’OBNL. En 2005, le festival est lauréat régional des Grands prix du tourisme québécois dans la catégorie « Festival et événement touristique -Budget d'exploitation de moins de 500 000$ ».
Au tournant des années 2010, le festival accueille environ 800 personnes par jour, dont près de 1000 pêcheurs durant l’ensemble du tournoi.Ce dernier est divisé en deux principales catégories : le volet amateur et le volet professionnel. La remise à l’eau des prises est obligatoire afin de préserver la population de doré du lac et la qualité de la pêche. Le Festival adopte également des principes d’écoresponsabilité. En plus du tournoi, plusieurs activités culturelles, dont des spectacles gratuits, sont offertes en parallèle. L’édition de 2020 a été annulée en raison de la Covid-19.

### Défi polaire des minounes
Le Défi polaire des minounes est un carnaval d'hiver ayant lieu au mois de février, à Chapais depuis 1997. Les festivités comportent  diverses compétitions de motoneiges antiques, les « minounes ». Dès sa quatrième édition, on compte plus de 200 concurrents. L'événement tournant autour de la motoneige est à ne pas confondre avec le Festival Folifrets Baie-James, à Chibougamau.

### Chapais en Fête
Chapais en Fête est un festival culturel et familial nouvellement organisé par la Ville de Chapais en collaboration avec plusieurs organismes de la région. La toute première édition de « Chapais en Fête » a eu lieu le samedi 22 juillet 2017 avec comme tête d'affiche le duo musical 2Frères. Plus d'un millier de personnes ont assisté à cette édition.

## Attraits
- Sentier Campbell : sentier pédestre de 4,4 kilomètres autour du lac Campbell.
- Sentier du mont Springer : sentier pédestre de 4 kilomètres menant au sommet du mont Springer.
- Sentier de l'Escarpement rocheux : sentier pédestre de 4 kilomètres menant au sommet du mont Springer.
- Piste cyclable : parcours de 11 kilomètres en forêt jusqu'au lac Opémisca.
- Musée minier : musée en plein air relatant l'histoire minière locale.
- Lac Presqu'île : plage et lieu de villégiature.
- Lac Cavan : plage et lieu de villégiature.
- Lac Opémisca : site de pêche, plage et lieu de villégiature.
- Exposition extérieure "Histoires d'Opémiska", au parc de la chute de Chapais[77].

## Personnalités liées à la communauté
- Leo Springer (1901-1936), prospecteur;
- Erik Caouette (1988 - ), chanteur du groupe 2Frères;
- Sonny Caouette (1990 - ), chanteur du groupe 2Frères;
- Christian Claveau (1952 - ), homme politique;
- Isabelle Lessard (2000 - ), femme politique;
- Tim Whiskeychan (1968 - ), artiste cri;
- Jeannine «Jano» Bergeron (1958 - ), chanteuse, comédienne et animatrice québécoise.